# Cisco Discovery Protocol
Das Cisco Discovery Protocol (CDP) ist ein Protokoll, das einer Netzwerkkomponente in einem Rechnernetz ermöglicht, automatisch eine Liste direkt angeschlossener Geräte zu erstellen, die ebenfalls CDP unterstützen. Es wurde von der Firma Cisco entwickelt und wird hauptsächlich auf Cisco-Geräten verwendet. Es agiert auf der LLC-Ebene der Sicherungsschicht (Schicht 2) im OSI-Modell. Sofern das darunterliegende Netzwerkzugangsverfahren das Subnetwork Access Protocol unterstützt, ist es Medien- und Protokollunabhängig und kann daher bei Ethernet, FDDI, ATM und anderen Verfahren zum Einsatz kommen.
Jedes Gerät, das für CDP konfiguriert ist, sendet periodische Nachrichten (Advertisements) zu einer Ethernet-Multicast-Adresse (01-00-0C-CC-CC-CC) und empfängt Nachrichten benachbarter Geräte. Jede Nachricht enthält Informationen wie zum Beispiel den Gerätenamen, die Betriebssystemversion, Schnittstellenbezeichner, Management-IP-Adressen und die Holdtime des Paketes. Bleibt eine periodische Aktualisierung der Geräteinformationen aus, wird die alte Information nach Ablauf der Holdtime verworfen. In der Standardeinstellung wird von Cisco-Routern alle 60 Sekunden auf fast allen CDP-unterstützenden Schnittstellen ein CDP-Paket mit einer Holdtime von 180 Sekunden gesendet.
CDP hat keine Sicherheitsmechanismen. CDP-Meldungen lassen sich leicht fälschen und abhören.
Die aktuelle Version von CDP ist CDPv2. Diese ermöglicht im Gegensatz zur ersten Version schnellere Fehlersuche durch mehr Informationen.
Ein vergleichbares, herstellerunabhängiges Protokoll ist LLDP.

## Befehle zur Konfiguration des CDP über Cisco IOS (Auszug)
- Status des CDP anzeigen:

```
show cdp
```

- globale Aktivierung des CDP-Prozesses:

```
cdp run
```

- Aktivieren von CDP für ein spezielles Interface:

```
cdp enable
```

- Einstellungen über das Sendeintervall von CDP-Updates vornehmen:

```
cdp timer
```

- Einstellungen über die Zeit die ein CDP-Paket gehalten wird vornehmen:

```
cdp holdtime
```

- Tabelle mit den CDP-Informationen löschen:

```
clear cdp table
```

- Informationen über den CDP-Datenverkehr anzeigen:

```
show cdp traffic
```

- Informationen über benachbarte CDP-Geräte anzeigen:

```
show cdp neighbors
```

- Informationen über ein bestimmtes CDP-Gerät anzeigen:

```
show cdp entry
```

- Informationen über die Interfaces, auf denen CDP aktiviert ist, anzeigen:

```
show cdp interface
```